# Толерантність (біологія)
Толерантність — екологічна пластичність. Здатність організмів витримувати відхилення чинників середовища від оптимальних для них. Здатність організму переносити несприятливий вплив того або іншого фактора середовища.